# 西宮市立瓦林小学校
西宮市立瓦林小学校（にしのみやしりつ かわらばやししょうがっこう）は、兵庫県西宮市瓦林町にある公立小学校。

## 沿革
- 1981年（昭和56年）4月1日 - 西宮市立瓦林小学校開校。

## 進路状況
ほとんどの児童は西宮市立瓦木中学校へ進学するが、国私立中学校へ進学する児童もいる。

## 通学区域が隣接している学校
- 西宮市立瓦木小学校
- 西宮市立高木小学校
- 西宮市立樋ノ口小学校
- 尼崎市立武庫南小学校